# Norrstig i Saltvik
Norrstig i Saltvik – miejscowość (småort) w Szwecji w gminie Härnösand w regionie Västernorrland. Około 171 mieszkańców.